# Edward Mounier Boxer
Edward Mounier Boxer (1822-1898) fou un inventor anglès.

## Biografia
Edward M. Boxer fou un coronel de l'Artilleria Reial.
- L'any 1855 va ser anomenat superintendent del Laboratori Reial de l'Arsenal Reial de Woolwich.

És conegut principalment per dues de les seves invencions:
- El "coet Boxer" (1865), un primitiu coet de dues etapes, utilitzat en el rescat marítim.[1]
- El "pistó Boxer" (1866), molt popular per a cartutxos de percussió central.

Irònicament, els britànics van adoptar àmpliament el pistó Berdan, inventat per l'americà Hiram Berdan, mentre que el disseny del pistó Boxer era gairebé universal per als cartutxos nord-americans.